# Proverb

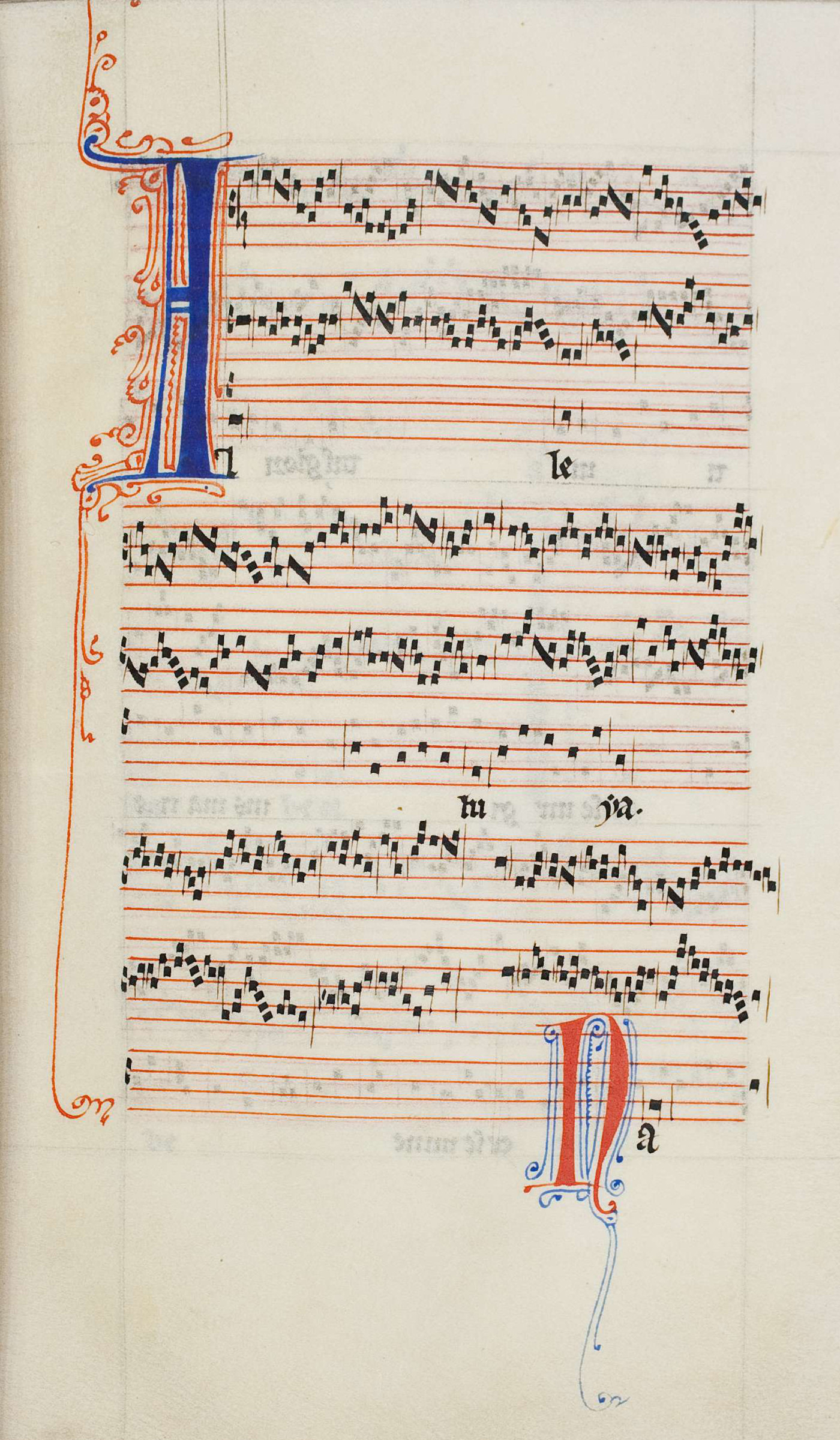
Organum de Pérotin

Proverb es una composición musical de Steve Reich para tres sopranos, dos tenores, dos vibráfonos y dos órganos eléctricos. Utiliza un texto de Ludwig Wittgenstein de 1946, publicado en Culture and Value. Fue escrita en 1995 y originalmente estaba pensada para The Proms y el Festival de Música Antigua de Utrecht. Fue estrenada en el Alice Tully Hall en Nueva York el 10 de febrero de 1996 por Theatre of Voices con Paul Hillier, a quien está dedicada la pieza.
Proverb fue escrita durante un período en el que Reich estaba experimentando con la "melodía del habla", y está influenciado por el período que Reich pasó trabajando en la ópera The Cave con Paul Hillier y cantantes con una sólida formación en polifonía medieval. Esto es especialmente evidente en las dos partes de tenor, que rinden homenaje a Pérotin y el organum en su uso de modos rítmicos y puntos de pedal. El texto es: "¡Qué pequeño pensamiento se necesita para llenar toda una vida!" Este texto es una excelente explicación de la pieza en sí, así como quizás de la carrera de Reich, gran parte de ella dedicada a explorar el minimalismo. 
La melodía es presentada primero por una voz de soprano solista, cantando una larga línea lírica. Esta melodía y texto originales se repiten a lo largo de la pieza en sucesivos cánones al unísono, aumentando gradualmente en longitud, pero no estrictamente, e intercalados con duetos de tenores que vocalizan sobre el sonido de la vocal predominante. La pieza está principalmente en si menor armónico, con una sección central en mi bemol menor. En esta parte central, la melodía se invierte con cierto conflicto resultante entre las notas principales naturales y aplanadas, y el canon se interrumpe tanto por un comienzo en falso como por un interludio de tenor. El regreso al área clave de inicio marca el inicio del canon final, y una unión de ideas de soprano y tenor, hasta que al final el texto se repite en una melodía transformada con acompañamiento de acordes. 
Desde el principio, Reich utiliza una mezcla de compases que varían casi continuamente entre longitudes de 4 a 9 corcheas. Comienzan a surgir agrupaciones de longitudes de barra y luego los cambios en este tejido subyacente sirven para definir secciones, como los organa tenor y el falso canon. El trabajo dura aproximadamente 14 minutos. 
Proverb es una de las obras de Steve Reich que ha sido remezclada por músicos electrónicos. También es la inspiración para un baile que se estrenó en el Barbican Centre de Londres en septiembre de 2006. Desempeña un papel importante en la novela Orfeo de 2014 de Richard Powers. 
Este trabajo musical ha sido bien recibido por la crítica.

## Grabaciones
- "Proverb / Nagoya Marimbas / City Life" con Paul Hillier, Theatre of Voices, Bradley Lubman, Jay Elfenbein, Jeanne LeBlanc, en Nonesuch Records, 15 de octubre de 1996.
- " Steve Reich 1965-1995 [Box Set]" en Nonesuch Records, 3 de junio de 1997.
- La partitura de Proverb está disponible para alquiler en Boosey & Hawkes .
- YouTube: Steve Reich - Proverbio .